# Сен-Поль-сюр-Юбай
Сен-Поль-сюр-Юба́й (фр. Saint-Paul-sur-Ubaye, окс. Sant Pau d'Ubaia) — коммуна во Франции, находится в регионе Прованс — Альпы — Лазурный Берег. Департамент коммуны — Альпы Верхнего Прованса. Входит в состав кантона Барселоннет. Округ коммуны — Барселоннет.
Код INSEE коммуны — 04193.

## Население
Население коммуны на 2008 год составляло 228 человек.
| 1962 | 1968 | 1975 | 1982 | 1990 | 1999 | 2008 |
| ---- | ---- | ---- | ---- | ---- | ---- | ---- |
| 238  | 232  | 221  | 208  | 198  | 190  | 228  |

## Экономика
В 2007 году среди 135 человек в трудоспособном возрасте (15—64 лет) 80 были экономически активными, 55 — неактивными (показатель активности — 59,3 %, в 1999 году было 73,7 %). Из 80 активных работали 78 человек (45 мужчин и 33 женщины), безработными были 2 мужчин. Среди 55 неактивных 19 человек были учениками или студентами, 19 — пенсионерами, 17 были неактивными по другим причинам.

## Фотогалерея

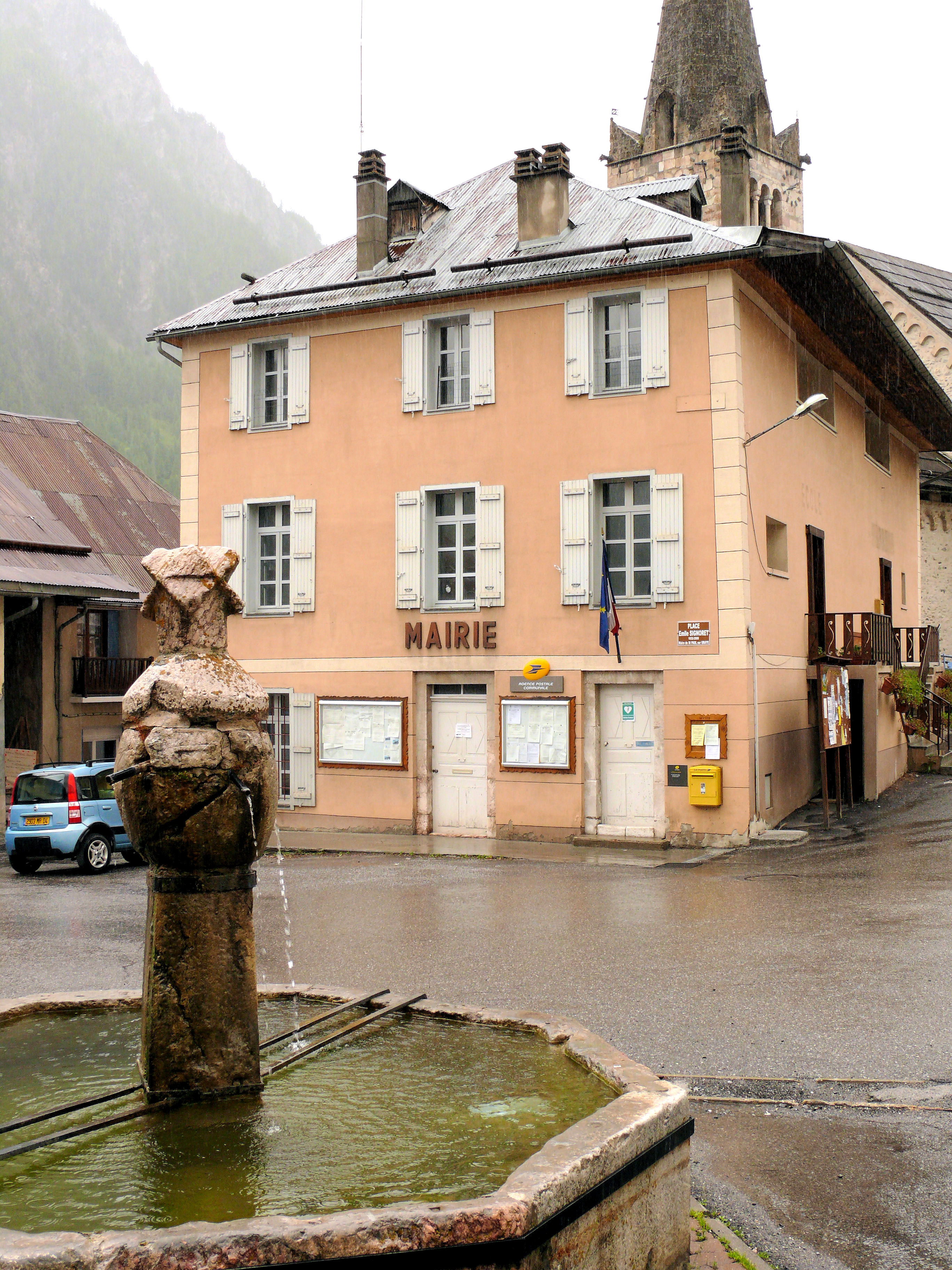
Мэрия
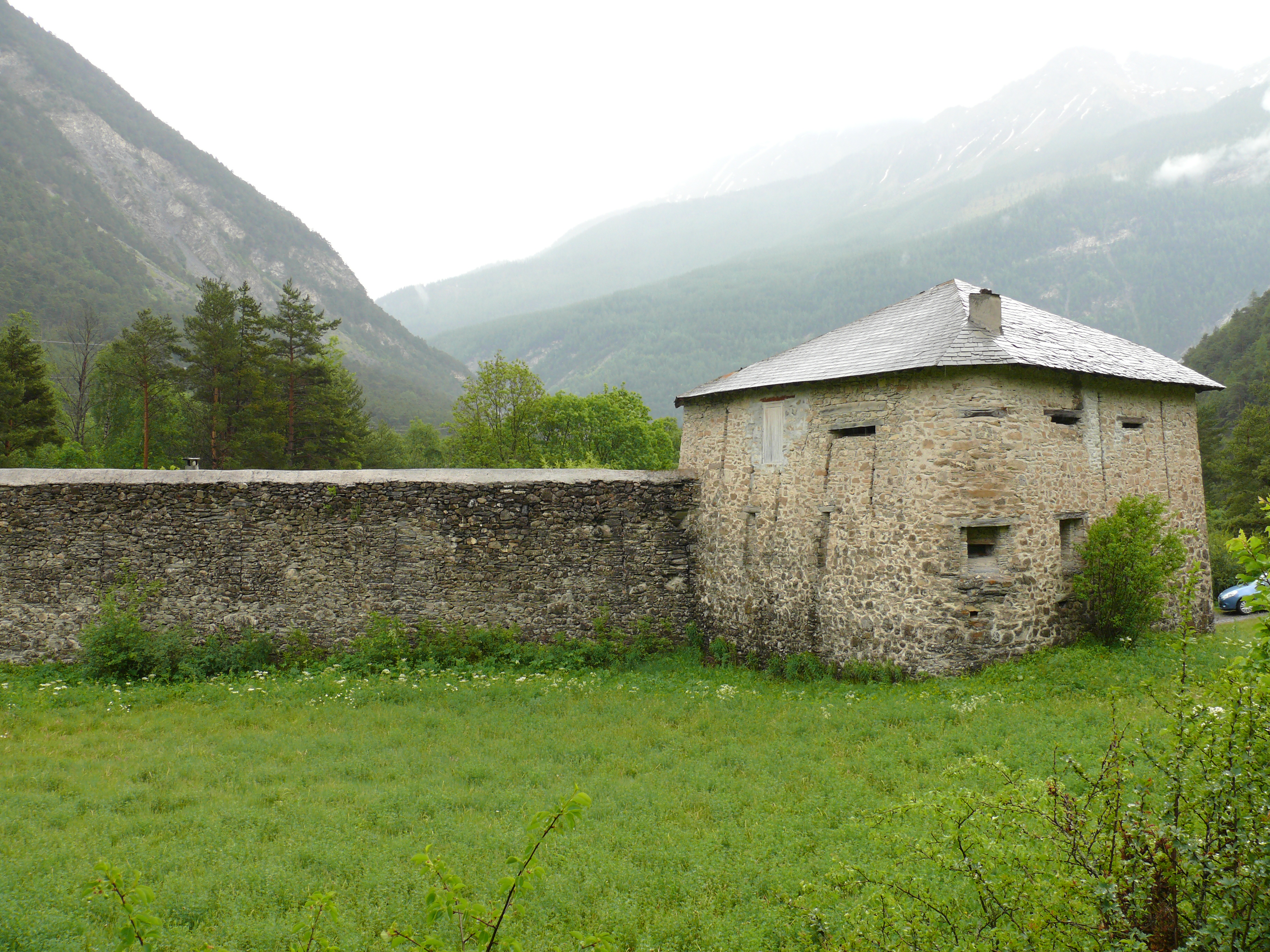
Редут Бервик
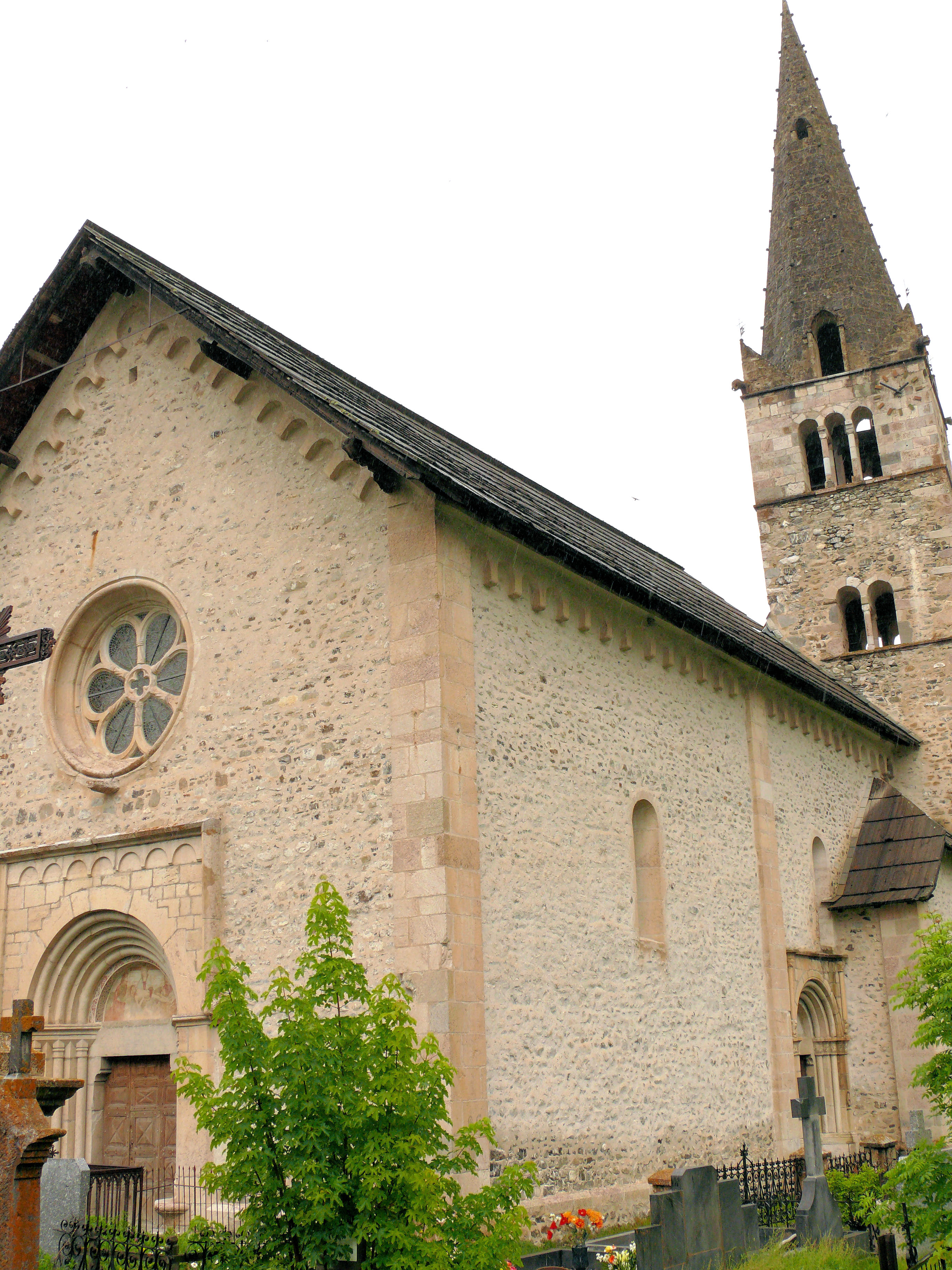
Церковь Свв. Петра и Павла